# Eublemma pyrastodes
Eublemma pyrastodes là một loài bướm đêm trong họ Erebidae.